# Tozeur
Tozeur (àrab: توزر, Tūzar, pronunciat Túzar) és una ciutat i oasi de Tunísia, capital de la governació homònima, al sud-oest del país. Segons el cens del 2014 tenia 37.365 habitants. És capçalera d'una delegació amb 40.780 habitants (2004).

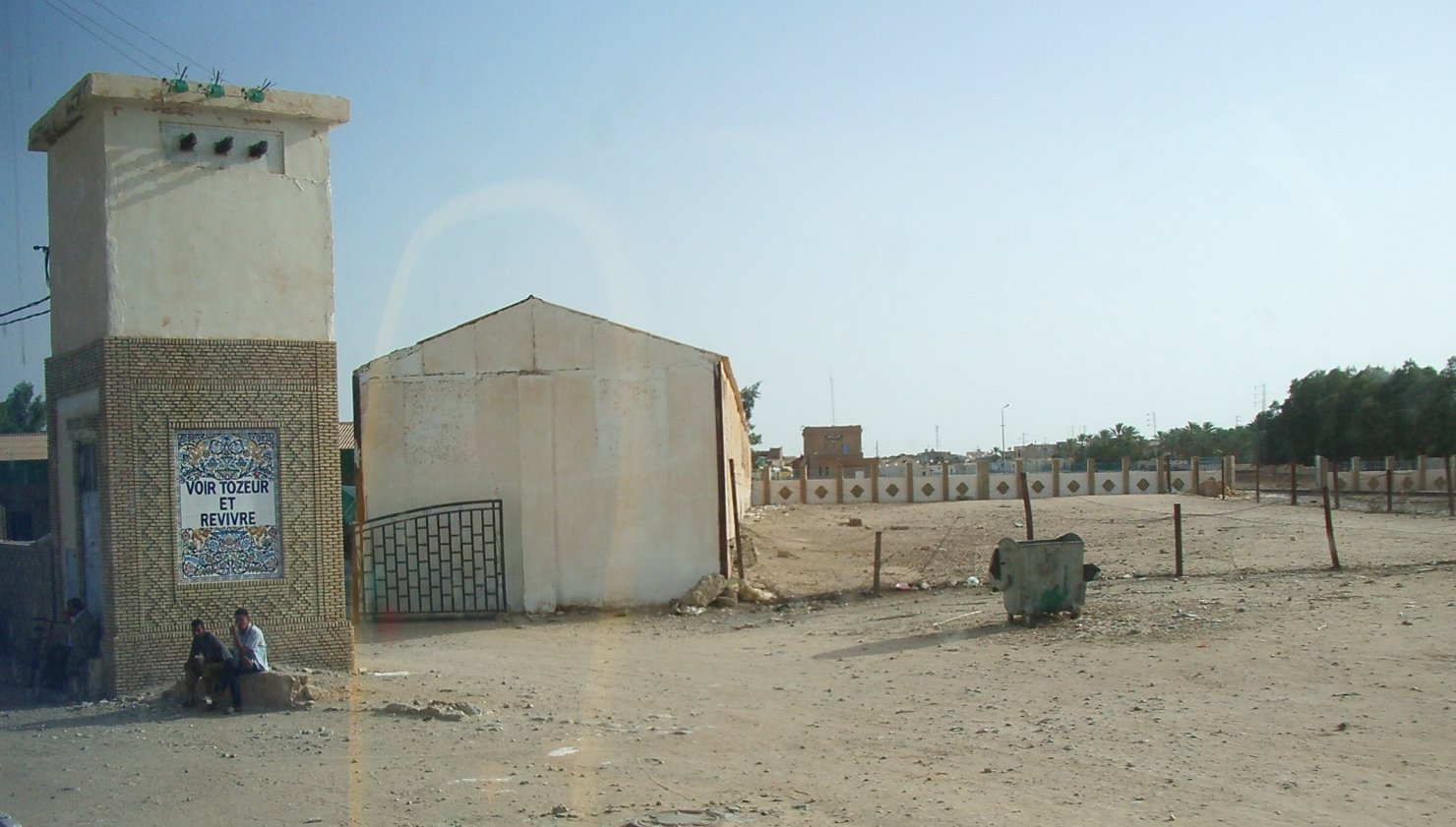
Entrada a Tozeur

Es troba al nord-oest del llac salat de Chott El Djerid. És final d'una línia ferroviària i disposa d'aeroport internacional (Tozeur-Nefta). La ciutat vella és construïda sovint amb unes rajoles pròpies de la zona, barreja de sorra i argila, especialment al barri d'Ouled El Haffouz, al nord-oest. El palmerar de Tozeur té més de tres-cents mil palmeres que ocupen un miler d'hectàrees; hi hauria unes dues-centes fonts de la zona d'Aïn El Aïoun. Per la sobreexplotació de l'aigua, avui romanen seques. Tozeur està formada per la fusió de set pobles: Vayt al-Sharia, Bilad al-Hadar -antiga Tusuros o Thusurus-, Zawiyat al-Sahrawi, Djehim, Zawiyat Sidi Bu-Lifa i Zawiyat al-Twanza.

## Descripció de la ciutat
El centre de la ciutat és la plaça del mercat propera a l'avinguda Farhat Hached (a l'oest, que porta a l'aeroport pel nord i, a través de l'avinguda de la Llibertat, a la carretera MC 106 pel sud, direcció Degache) on es troben portes, mesquites i minarets i nombroses agències i comerços, a més de dos cementiris. En perpendicular pel sud l'avinguda Habib Bourguiba que enllaça amb l'avinguda Abul Kacem Ech Chabbi amb hotels i al final el Museu Dar Xaraït. L'avinguda Habib Bourguiba té paral·lel el carrer Ibn Chabbat d'on arranquen dues carreteres, la ja esmentada MC 106, i la GP 3 (direcció Gafsa), prop de la qual hi ha l'estació de tren i un zoològic amb animals propis de la zona del desert.

## Història
La ciutat és d'origen libi i fou un centre de caravanes, que fou utilitzat pel comerç dels cartaginesos. Els romans s'hi van instal·lar el 33 aC i la ciutat es va dir Thusuros, però no queden pràcticament restes romanes. El comerç de dàtils i esclaus fou actiu en aquest període i fou també una posició de frontera a partir del segle iii. Una església cristiana fou substituïda per la mesquita Al Kasr al barri d'Ouled al-Hadar.
Va passar als musulmans i fou part del districte de Qastíliya que incloïa entre Nafza i el Djarid a la regió de Gafsa entre el Chott al-Gharsa al nord i Chott al-Djarid al sud; Tozeur era la capital del Djarid. Ja sota els zírides la família principal eren els Banu Yamlul que van tenir el govern local a través de fortunes diverses, durant segles. Només obeïa al poder de Kairuan o de Tunis per la força; a vegades era autònoma, a vegades dissident i a vegades sotmesa per pacte; el kharigisme hi fou dominant fins al segle xii quan va començar a declinar. Els hàfsides hi van construir dues mesquites. Al segle xiv va tenir un gran desenvolupament i es va estendre fora del palmerar.
El 1608 Uthman Dey (1598-1611) va saquejar la ciutat i li va imposar el domini otomà però a través d'una autoritat local forta que foren els Awlad al-Hadif, successors al segle xvi dels Banu Yamlul com a família dirigent mercès a la seva superioritat econòmica deguda al comerç, que van fer de recaptadors d'impostos i que dominaven sobre el consell de notables de Tozeur. Va romandre com a estació de caravanes fins al segle xix i després la seva activitat fou principalment el cultiu de dàtil de l'apreciada varietat Deglet Nour. El 23 de juliol de 1888 un decret va crear la municipalitat. Entorn del 1900 tenia 12.000 habitants. El descobriment de les mines de fosfats a les comarques de Metlaoui (uns 40 km al nord) i de Redeyef va disminuir la seva població al primer terç del segle xx. Però als anys setanta es va recuperar amb l'arribada dels turistes. El 1980 es va obrir l'aeroport internacional.

## Administració
Com a delegació o mutamadiyya, duu el codi geogràfic 62 51 (ISO 3166-2:TN-12) i està dividida en deu sectors o imades:
- Masghouna (62 51 51)
- Ez-Zebda (62 51 52)
- El Habaïla (62 51 53)
- El Haouadef (62 51 54)
- El Keitna (62 51 55)
- Ras Drâa-Helba (62 51 56)
- El Ezdihar (62 51 57)
- Cité l’aeroport (62 51 58)
- Ech-Chabia (62 51 59)
- EL-Hadher (62 51 60)

Al mateix temps, forma una municipalitat o baladiyya (codi geogràfic 62 11).

## Personatges il·lustres
Nadius de la ciutat són: el famós matemàtic Ibn Xabbat (mort el 1282) que va fer a l'oasi importants obres de millora del repartiment de l'aigua; i el poeta Abu-l-Qàssim aix-Xabbí.

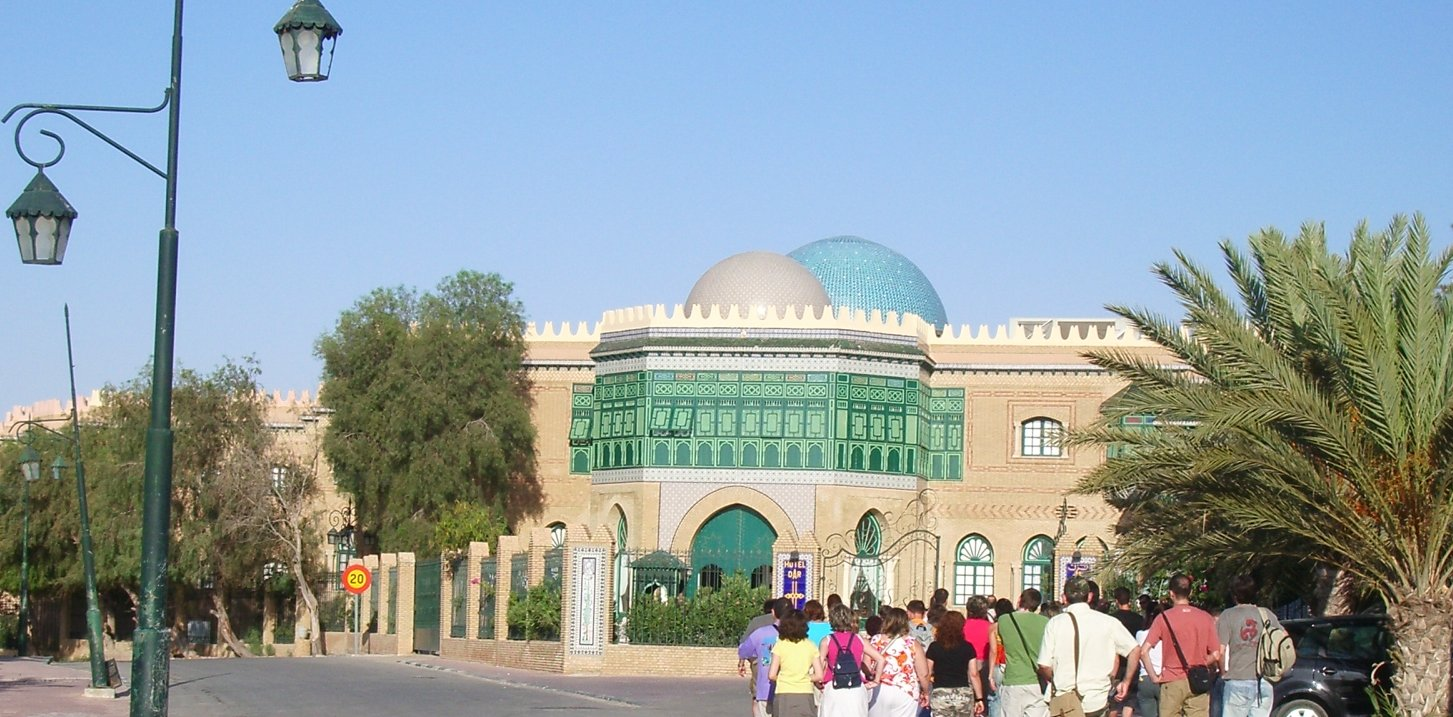
Museu Dar Xaraït
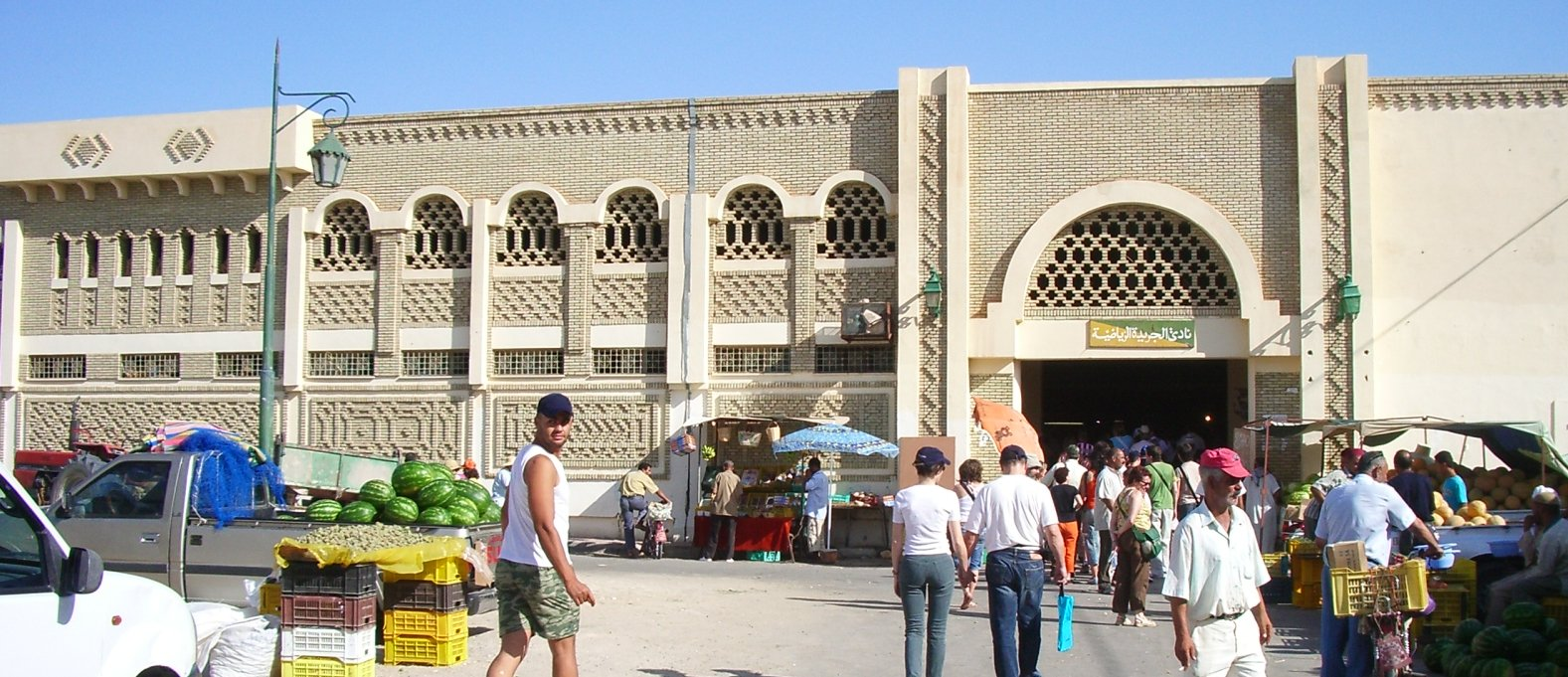
Plaça del Mercat

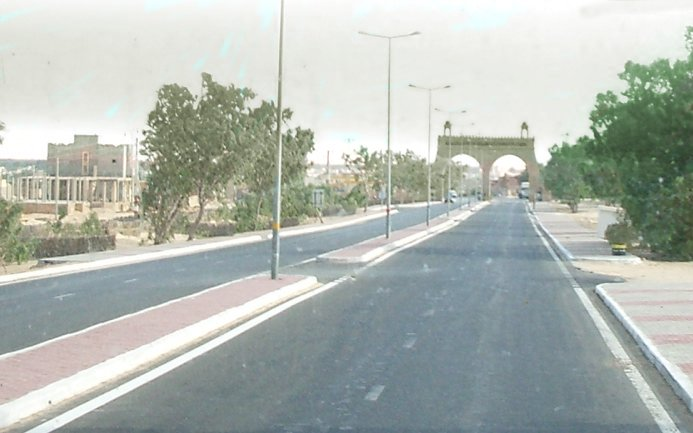
Entrada a Tozeur

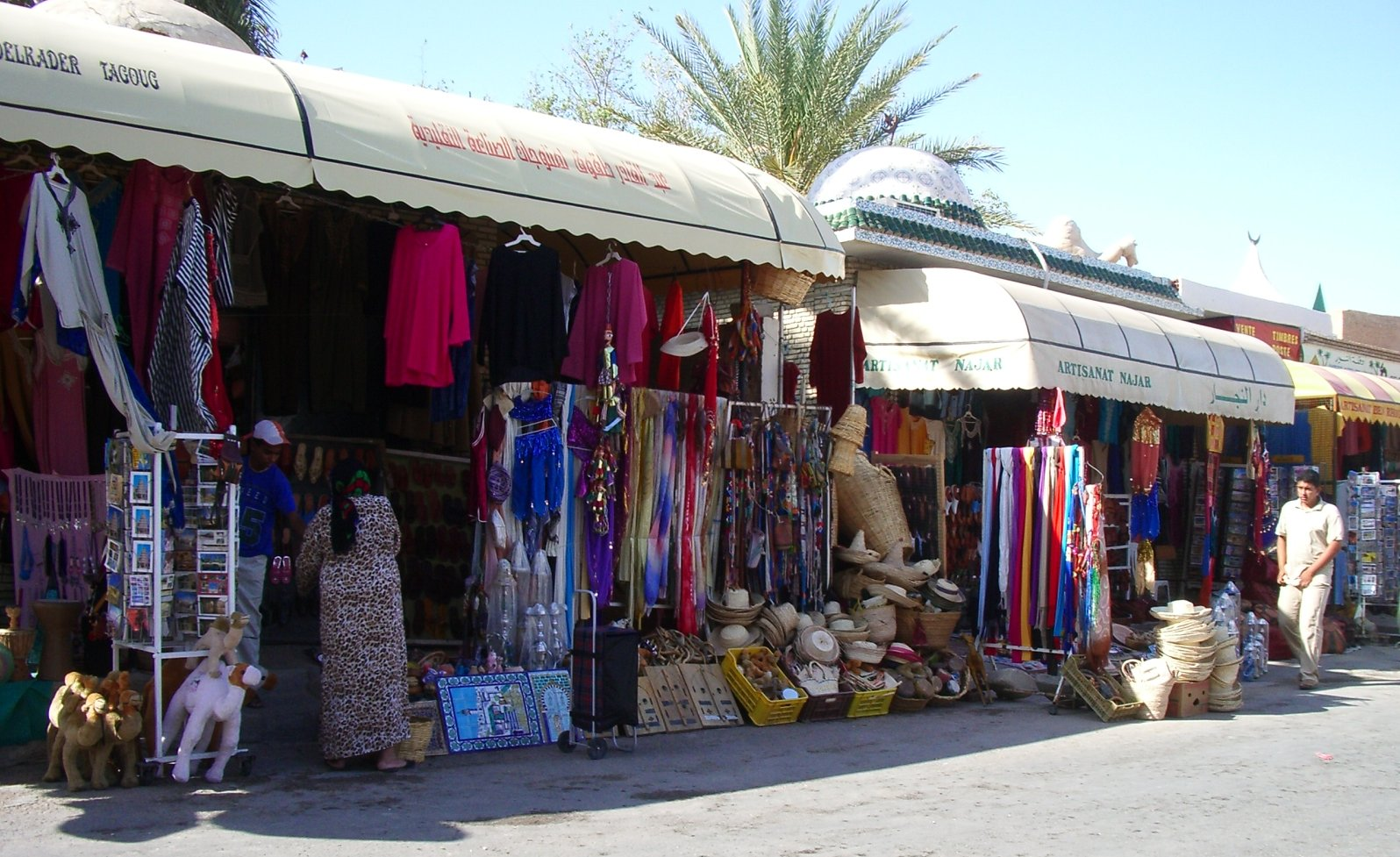
Botigues a la plaça del Mercat
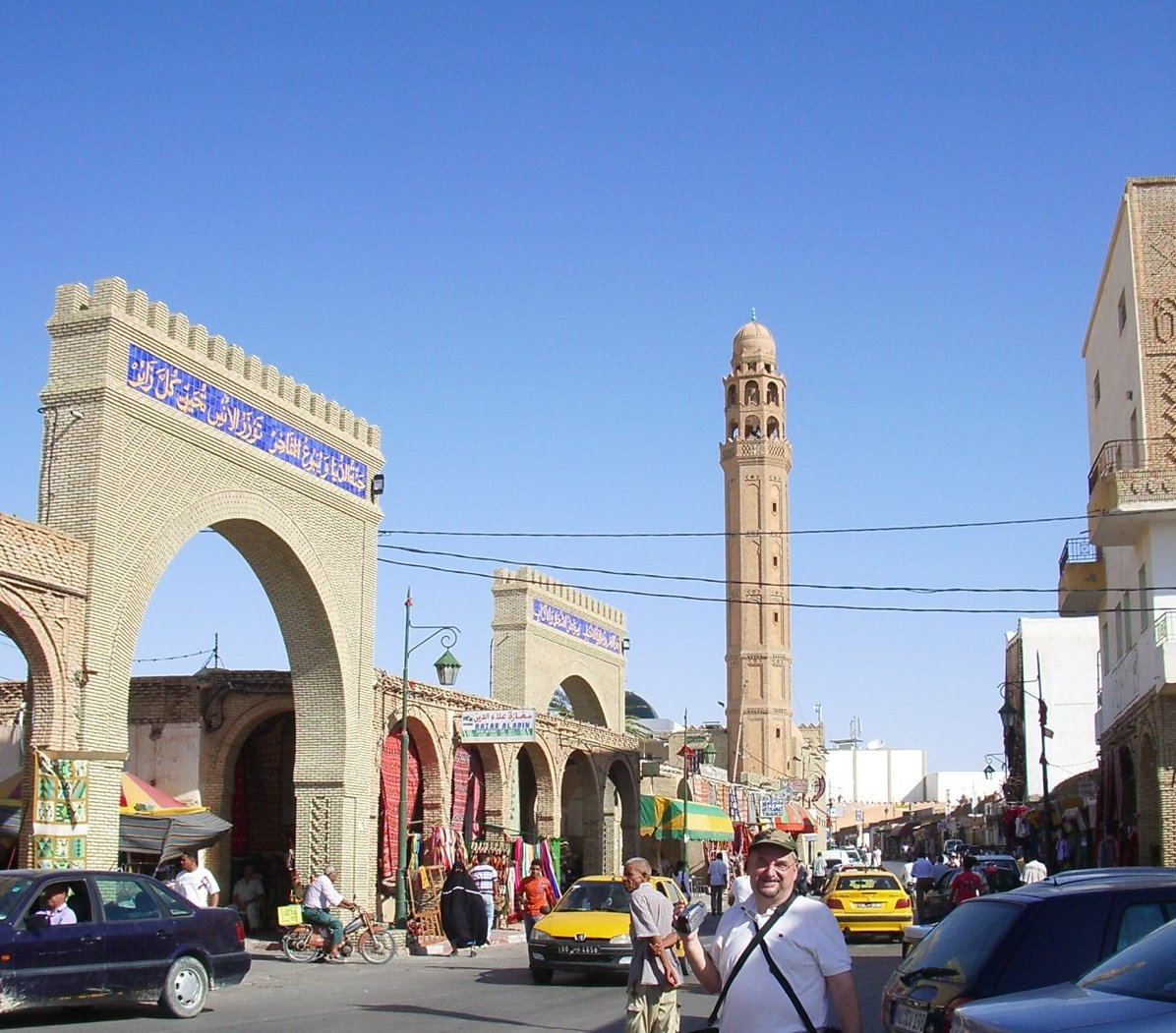
Minaret i porta a l'avinguda Farhat Hached
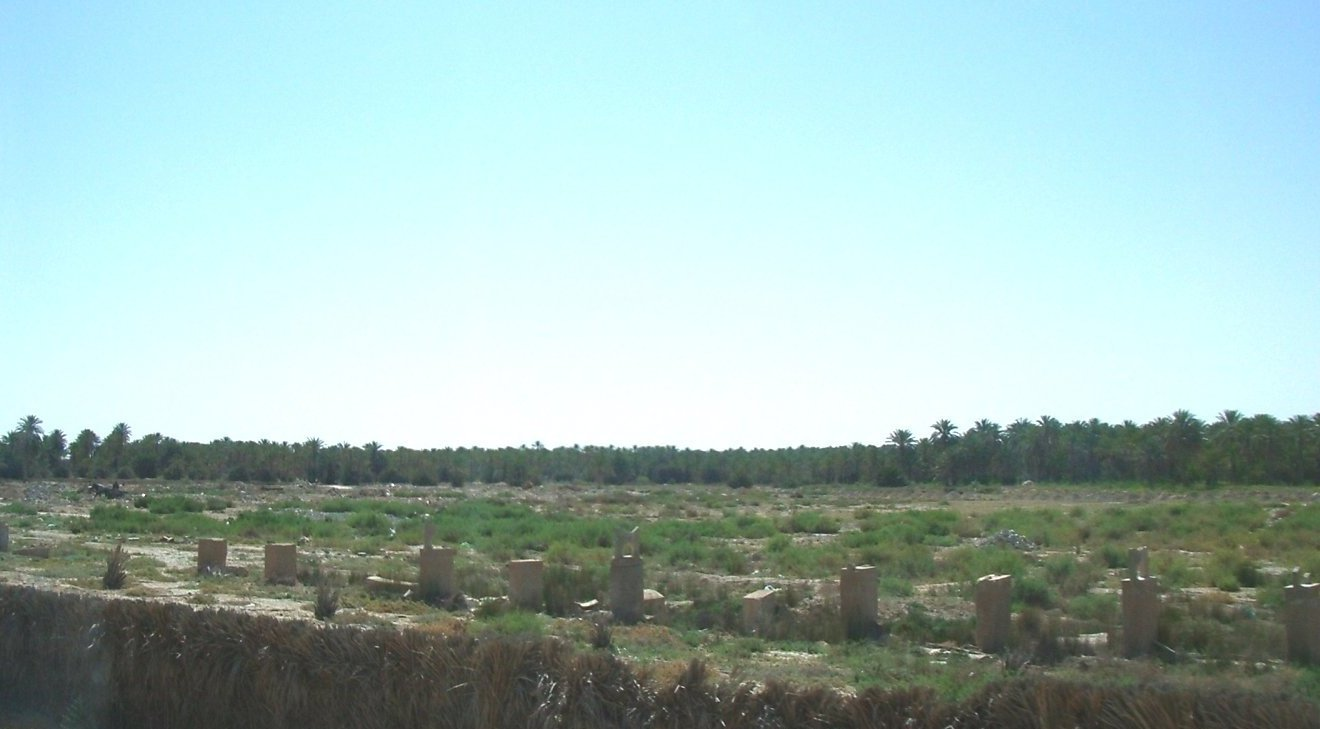
Palmerar
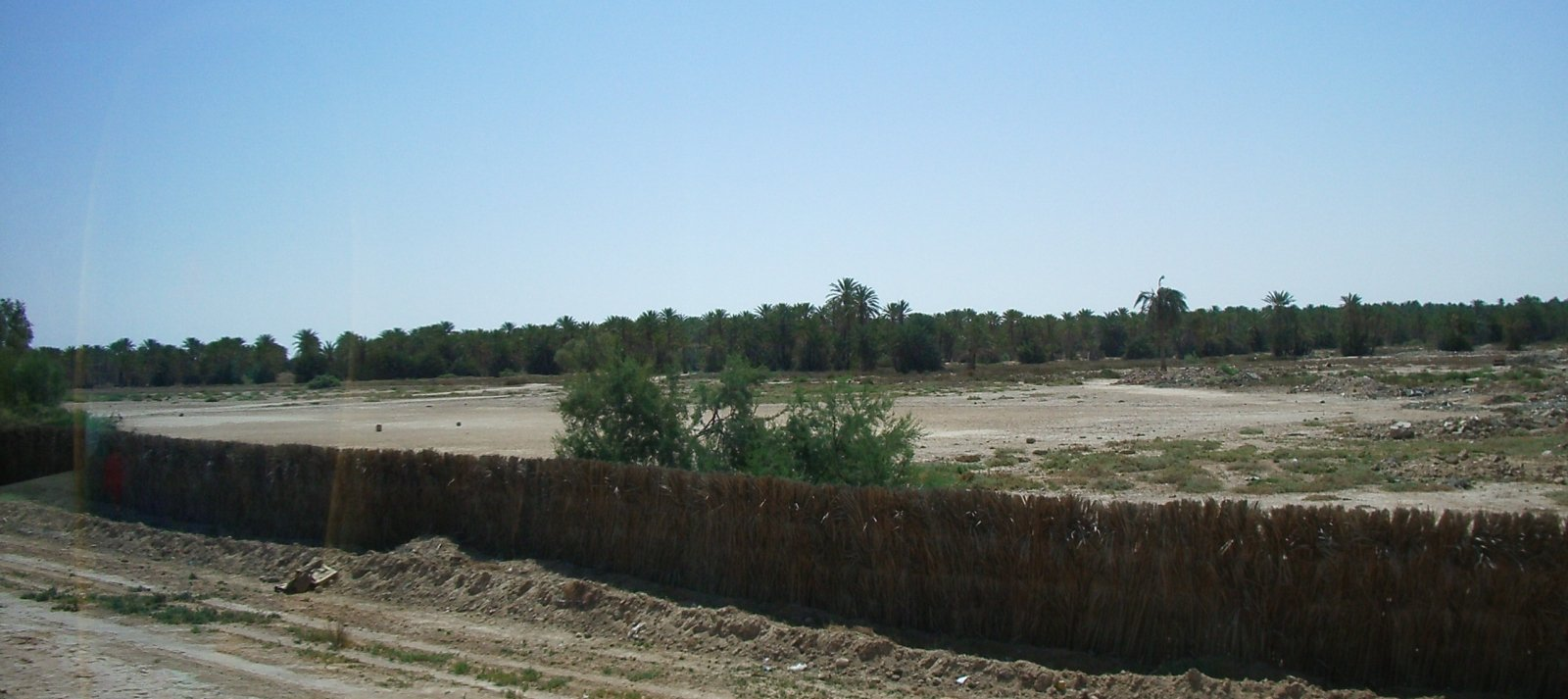
Palmerar